# Calgary
Calgary là một thành phố phía nam của tỉnh Alberta, Canada. Đây là thành phố lớn nhất Alberta và lớn thứ ba của Canada tính theo dân số (theo kết quả điều tra dân số năm 2008). Vùng đô thị Calgary bao gồm Thành phố Calgary là vùng đô thị lớn thứ năm của Canada. Những người nói tiếng Anh dùng từ "Calgarian" để chỉ cư dân Calgary. Thành phố Calgary có địa hình đồi núi, cao nguyên, nằm cách dãy Thạch Sơn (Rockies) của Canada khoảng 80 km, cách thủ phủ Edmonton khoảng 299 km về phía nam và cách biên giới Canada - Hoa Kỳ khoảng 240 km về phía bắc.
Thành phố Calgary nổi tiếng ở Canada về các môn thể thao mùa đông và các tour du lịch sinh thái với một số vùng nghỉ mát gần thành phố. Năm 1988, Calgary đã tổ chức thành công Thế vận hội Mùa đông, trở thành thành phố đầu tiên ở Canada giữ cương vị chủ nhà của đại hội thể thao này. Nhân dịp này, một sân trượt băng tốc độ cao đã được xây dựng trong khuôn viên Đại học tổng hợp Calgary. Đây được xem là sân trượt băng trong nhà nhanh nhất thế giới.
|  |
|  |

## Khí hậu
[[{{{1}}}|{{{1}}}]]

## Kinh tế
Nền kinh tế của Calgary chủ yếu tập trung vào ngành công nghiệp dầu khí. Ngoài ra thì các ngành nông nghiệp, du lịch, và các ngành công nghiệp công nghệ cao cũng đóng góp quan trọng vào sự phát triển kinh tế nhanh chóng của thành phố.
Calgary là nơi tập trung nhiều trụ sở của các công ty lớn ở Canada và thẽ giới, nhất là các công ty năng lượng. Hơn 80% công ty dầu khí và hơn 60% các công ty than hiện đang hoạt động tại Canada đặt tổng trụ sở tại Calgary. Các công ty năng lượng lớn bao gồm BP Canada, Canadian Natural Resources Limited, Cenovus Energy, Encana, Imperial Oil, Suncor Energy, Shell Canada, TransCanada, và Nexen.

## Giáo dục
Hệ thống giáo dục đại học và sau đại học của Thành phố rất phát triển với nhiều trường cao đẳng, đại học và dạy nghề. Các cơ sở đạo tào gồm có Đại học tổng hợp Calgary (University of Calgary) thành lập năm 1966, Đại học Mount Royal (Mount Royal University) thành lập năm 1911, Học viện công nghệ Nam Alberta (SAIT - South Alberta Institute of Technology), Trường Bow Valley (Bow Valey's College), Trường nghệ thuật và thiết kế Alberta (ACAD - Alberta College of Art & Design), Trường đại học Ambrose (Ambrose University College) - trường tư thục Cơ-đốc giáo, và Trường đại học Thánh Maria (St. Mary's University College) - trường tư thục Công giáo. Ngoài ra, Thành phố Calgary còn có cơ sở chi nhánh của Đại học tổng hợp Lethbridge (cơ sở chính tại Thành phố Lethbridge, Alberta) và Đại học tổng hợp DeVry (cơ sở chính tại Chicago, bang Michigan, Hoa Kỳ).

## Cơ sở hạ tầng

### Giao thông
Sân bay quốc tế Calgary (YYC), là sân bay chính tọa lạc khoảng 17 km (11 dặm) về phía đông bắc của trung tâm thành phố Calgary, là trung tâm vận chuyển hàng không và hàng hóa của khu vực trung tâm và miền tây của Canada. Sân bay quốc tế Calgary còn được ghi nhận là một trong số 4 sân bay bận rộn nhất Canada, với nhiều chuyến bay thẳng thường lệ đến các thành phố lớn của Canada, Hoa Kỳ, Châu Âu, Châu Á, Mexico và vùng biển Ca-ri-bê

## Lễ hội
Thành phố Calgary có rất nhiều lễ hội thường niên như Calgary Stampede (được mệnh danh là "cuộc trình diễn ngoài trời lớn nhất thế giới" - "the greatest outdoor show on Earth"), Lễ hội âm nhạc dân gian (Folk Music Festival), Lễ hội Tử đinh hương (Lilac Festival), Liên hoan những cây bút quốc tế Banff-Calgary (Banff-Calgary International Writers Festival), Carifest (lễ hội Caribe lớn thứ tư ở Canada).
Vào năm 2007, Tạp chí Forbes công bố danh sách khảo sát Mercer về các thành phố sạch nhất trên thế giới, trong đó Calgary được xếp hạng nhất.